# MeToo-beweging

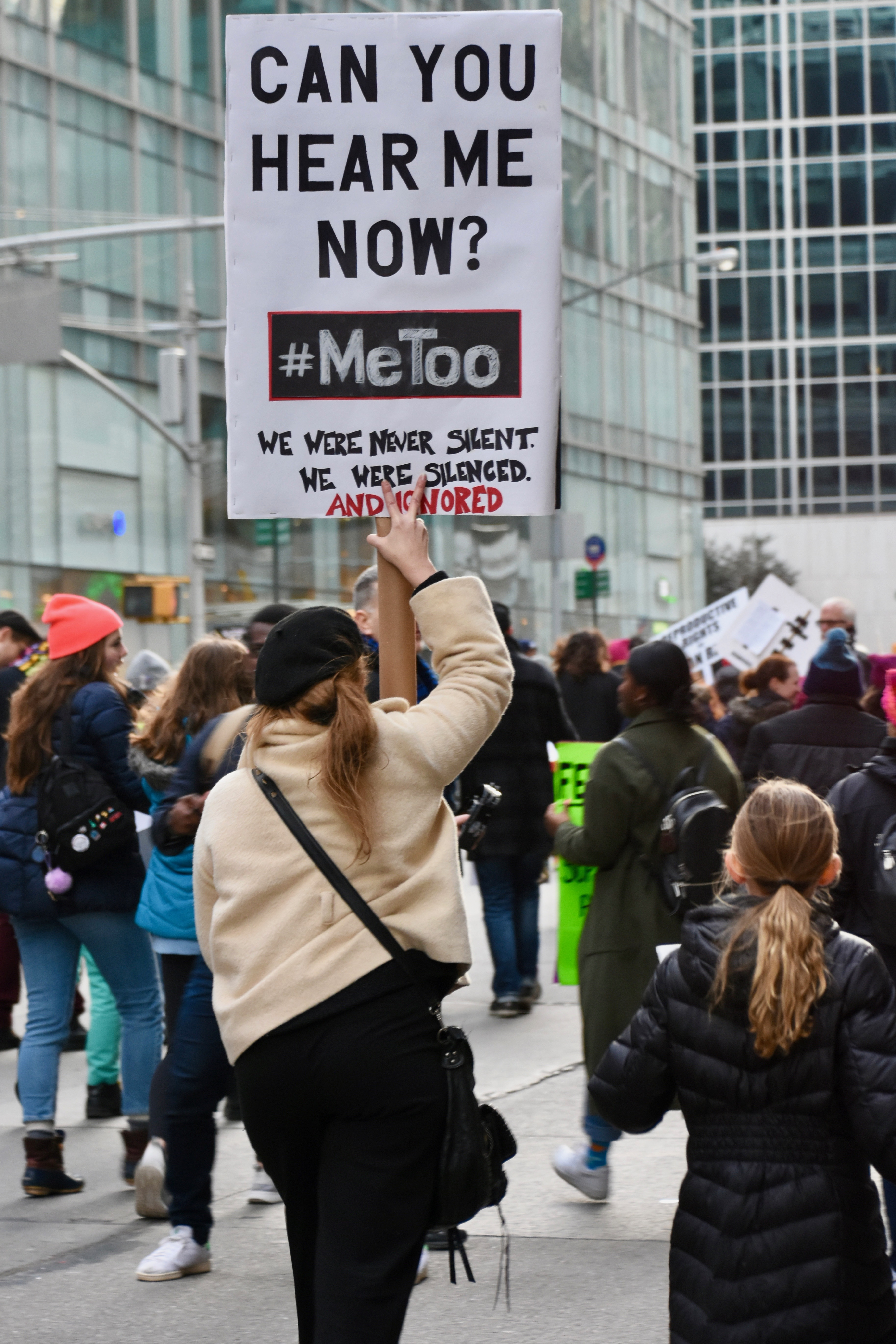
Demonstrante met bord Can You Hear Me Now? #MeToo in New York, 2018

De MeToo-beweging is een beweging tegen seksueel grensoverschrijdend gedrag. Zij begon in oktober 2017 met de hashtag #MeToo op Twitter en andere sociale media die viraal ging en in vele landen in verschillende benamingen navolging kreeg. Wie "#MeToo" in een bericht plaatste, gaf daarmee aan met seksuele intimidatie, aanranding of seksueel misbruik te maken te hebben gehad. De hashtag werd breed gebruikt nadat Hollywood-producent Harvey Weinstein door verschillende vrouwen van seksuele intimidatie was beticht.

## Oorsprong
Oorspronkelijk is "Me Too" afkomstig van de zwarte activiste Tarana Burke uit New York, die deze zinsnede in 2006 gebruikte op de website MySpace om empathie te kweken voor vrouwen die slachtoffer waren van seksueel misbruik. Voor Burke was dat een gevolg van een gesprek dat zij in 1997 had met een dertienjarig meisje dat haar toevertrouwde dat zij aangerand was. Burke wilde later dat ze gewoon "me too" gezegd had.
In de Verenigde Staten kwam er na de verkiezing van Donald Trump tot president (20 januari 2017) een beweging van de grond om de rechten van vrouwen meer onder de aandacht te brengen.
Later dat jaar moedigde de Amerikaanse actrice Alyssa Milano op Twitter vrouwen aan om met de hashtag #MeToo hun ervaringen met seksueel grensoverschrijdend gedrag te delen om aan te tonen hoe wijdverbreid dit probleem is in de samenleving. Aanleiding voor de actie waren de beschuldigingen van verschillende vrouwen, onder wie actrice Ashley Judd, aan het adres van Harvey Weinstein. The New York Times bracht de beschuldigingen aan het licht en schreef dat Weinstein sinds het begin van de jaren 1990 minstens acht keer tot een minnelijke schikking gekomen was met vrouwen die hem beschuldigd hadden van seksueel grensoverschrijdend gedrag.
Met name op Twitter werd de hashtag #MeToo populair. Vrouwen en - in mindere mate - mannen lieten op deze manier weten dat ook zij in hun leven te maken hebben gehad met seksueel grensoverschrijdend gedrag. Daarbij werd in verschillende gevallen de naam genoemd van degene die hen seksueel geïntimideerd of aangerand zou hebben.

## Onderzoek en impact
De hashtag was op 15 oktober 2017 al 200.000 keer gebruikt, en op 16 oktober meer dan 500.000 keer getweet. Op Facebook werd hij binnen 24 uur door meer dan 4,7 miljoen mensen in 12 miljoen posts gebruikt. Facebook maakte bekend dat 45% van zijn gebruikers in de Verenigde Staten een Facebookvriend had die de term had gepost.
Tienduizenden vrouwen reageerden op Milano's oorspronkelijke tweet. Ook sommige mannen reageerden op de hashtag met hun eigen ervaringen met seksuele intimidatie en misbruik. Anderen reageerden door hun eerdere misdragingen tegen vrouwen te erkennen, en startten de hashtag "#IHave".
Naar aanleiding van een tweet van president Trump over de beschuldigingen van aanranding aan het adres van Brett Kavanaugh, die kandidaat-rechter was voor het Hooggerechtshof van de Verenigde Staten, startte Alyssa Milano de hashtag "#WhyIDidntReport", die anderhalve dag later al 675 duizend keer was gebruikt.
In januari 2018 onthulde de Amerikaanse krant The New York Times dat Stephanie Clifford, alias Stormy Daniels, in 2006 een seksuele affaire zou hebben gehad met Donald Trump. Diens voormalig persoonlijke advocaat Michael Cohen erkende ongeveer een maand later - kort voor de presidentsverkiezingen van 2016 - 130.000 dollar aan zwijggeld aan Clifford te hebben betaald. De #MeToo-beweging zag dit als het zoveelste voorval van een president die al eerder ter discussie stond vanwege zijn manier van bejegenen van vrouwen. Zelf heeft Daniels nooit een verband gelegd tussen haar en de beweging.
Het Amerikaanse tijdschrift Time verkoos in december 2017 de vrouwen achter #MeToo tot 'Person of the Year'. Time schreef daarover: "The people who have broken their silence on sexual assault and harassment span all races, all income classes, all occupations and virtually all corners of the globe. Their collective anger has spurred immediate and shocking results. For their influence on 2017, they are Time's Person of the Year." (De mensen die het zwijgen over seksuele aanranding en intimidatie hebben verbroken, zijn afkomstig uit alle rassen, uit alle inkomensklassen, uit alle beroepen en uit vrijwel alle uithoeken van de wereld. Hun collectieve woede veroorzaakte onmiddellijke en schokkende resultaten. Vanwege hun invloed op het jaar 2017 zijn deze mensen Time's Person of the Year.)
MeToo leidde op 1 januari 2018 in Hollywood tot de oprichting van de Time's Up-beweging tegen seksueel misbruik. In een jaar tijd werd voor het Time’s Up Legal Defense Fund 22 miljoen dollar bijeengebracht en sloten achthonderd pro-Deoadvocaten zich aan.
Het Europees Parlement hield een zitting in reactie op de MeToo-campagne, nadat deze aanleiding had gegeven tot beschuldigingen van misbruik in het parlement en in de kantoren van de Europese Unie in Brussel. Cecilia Malmström, de Europese commissaris voor handel, noemde de hashtag specifiek als reden waarom de bijeenkomst was belegd. In het Verenigd Koninkrijk startte het kabinet een onderzoek naar beweringen dat parlementslid Mark Garnier een secretaresse opdracht had gegeven seksspeeltjes voor zijn echtgenote en minnares te kopen.
In China reageerden internetgebruikers boos op de beweringen van de media dat aanranding een buitenlands probleem was, omdat Chinese mannen door hun opvoeding beschermend zouden zijn.

## Impact in andere landen

### Nederland
Vóór de start van #MeToo in 2017 (eigenlijk de herstart, na de 'echte' start in 2006 door Tarana Burke) namen Anke Laterveer, Anousha Nzume en Stella Bergsma op 2 november 2015 het initiatief om eigen ervaringen met seksueel misbruik te delen, voorzien van de hashtag #ZegHet, en daarmee ook anderen uit te nodigen zich uit te spreken. Het initiatief leidde tot een groot aantal reacties en berichten waarin ook anderen hun verhalen deelden.
Naar aanleiding van #ZegHet en #MeToo werden ook in Nederland beschuldigingen geuit tegen bekende personen met een bepaalde machtspositie. Regisseur en producent Job Gosschalk werd door verschillende acteurs beticht van seksuele intimidatie en machtsmisbruik. Hij schortte hierna zijn werkzaamheden op. De journalist Francisco van Jole werd door een anonieme vrouw beschuldigd van misbruik. Een telefoongesprek waarin Van Jole en de vrouw het incident bespraken, werd door verschillende media verspreid. Volgens de beschuldigden Gosschalk en Van Jole zou het in hun gevallen niet om dwang of misbruik zijn gegaan. Andere mediafiguren die werden aangeklaagd waren de regisseurs Jappe Claes, Karst van der Meulen, Ruut Weissman en Marcus Azzini. Op 2 augustus 2018 werd Daniele Gatti ontslagen, dirigent van het Amsterdamse Koninklijk Concertgebouworkest, na beschuldigingen door verschillende vrouwen van seksueel wangedrag.
Op 23 oktober 2017 schreef publicist Jelle Brandt Corstius in Trouw zonder een naam te noemen, maar met herleidbare aanwijzingen, dat hij in 2002 verkracht was. Televisieproducent Gijs van Dam, wiens naam door de media binnen 24 uur was achterhaald, zei op 30 oktober in het televisieprogramma Pauw dat het ging om een vrijwillige onenightstand tussen twee jongemannen van 24 en 25 en deed aangifte tegen Brandt Corstius van smaad en laster. Ruim een week later deed ook Brandt Corstius aangifte bij de politie, in dit geval aangifte van verkrachting. Beide aangiften werden na onderzoek in juli 2018 door het Openbaar Ministerie geseponeerd.
In Nederland leidde de campagne niet alleen tot aangiften van verkrachting of seksueel misbruik, maar ook tot meer hulpvragen. Volgens Slachtofferhulp Nederland werd de drempel om seksuele intimidatie te melden door #MeToo en de programma's zoals Verkracht of niet? van BNNVARA verlaagd. Erevoorzitter Pieter van Vollenhoven pleitte voor een aparte instantie om de beschuldigingen van seksuele intimidatie te onderzoeken.
In augustus 2018 concludeerde essayist Renate van der Zee in Opzij dat in Nederland de angel uit de #MeToo-discussie is gehaald, waarbij mannen in discussieprogramma's zoals DWDD praatten over incidenten rond mannen. "Het is een onderonsje voor mannen geworden", terwijl de kernvraag niet meer centraal stond: "hoe gaan we structureel seksueel geweld en intimidatie van mannen tegen vrouwen in de toekomst voorkomen". Van der Zee hekelde dat vrouwen onvoldoende aan bod kwamen en zaken werden afgedaan als "een metootje".
Herien Wensink betoogde in haar essay Fijne Razernij in het boek Wolf: Dertien essays over de vrouw (2019) dat MeToo als een lont in het kruitvat de smeulende woede bij vrouwen voorgoed aanstak. Marja Pruis schreef in haar essay Hete vuren. Seks, macht en #MeToo in dezelfde bundel, dat de MeToo-beweging grote veranderingen had voortgebracht. Het ongemak dat oudere feministen zagen als iets wat zij moesten doorstaan "heeft plaatsgemaakt voor de overtuiging dat het simpelweg een grondrecht is van vrouwen om niet te worden lastiggevallen".
Volgens sommigen worden beschuldigden publiek veroordeeld door de media, nog vóór het tot een eventuele strafzaak heeft kunnen komen. Men noemt dit wel trial by media. (Zie ook de alinea Kritiekpunten.) Volgens anderen wordt het trial by media-bezwaar ook gebruikt als argument om de #MeToo-beweging monddood te maken. Door #MeToo is volgens deze voorstanders duidelijker dan tevoren hoe wijdverbreid seksueel grensoverschrijdend gedrag voorkomt. Het "trial by media"-argument zou de aandacht van de ernst ervan afleiden.
Omdat het kenniscentrum voor seksualiteit Rutgers vond dat er sinds #MeToo veel te weinig veranderd was, startte het in oktober 2018 een landelijke actieweek tegen ongewenst seksueel gedrag met aandacht voor preventie en seksuele vorming. Gedurende deze week werden het onderwijs, ouders, zorgprofessionals, de media en de politiek aangesproken, wat veel reacties losmaakte. In het verslag pleitte Rutgers voor een cultuuromslag waarin de dubbele moraal ter discussie wordt gesteld. Met de dubbele moraal werd bedoeld dat het gedrag van mannen en vrouwen vaak verschillend wordt beoordeeld. Zo wordt een man met veel seksuele partners door sommigen als stoer beoordeeld, een vrouw wordt met hetzelfde gedrag door diezelfde personen als hoer gezien. Willy van Berlo, programmacoördinator van Rutgers, stelde dat dit soort campagnes moet doorgaan omdat het probleem van seksuele intimidatie ernstig wordt onderschat en gedragsverandering veel tijd nodig heeft.

#### The voice of Holland
Op 20 januari 2022 kwam de webserie BOOS van BNNVARA met een grote aflevering over seksueel grensoverschrijdend gedrag bij de talentenshow The voice of Holland. De extra lange aflevering "BOOS: This is The Voice" was op de zaterdag daaraan voorafgaand reeds door de makers aangekondigd, en in de dagen voor de uitzending werd er veel over gespeculeerd. The voice besloot de uitzending van The voice of Holland, die net aan het twaalfde seizoen begonnen was, op te schorten, en Anouk, een van de coaches in de wedstrijd, trok zich per direct terug uit The voice. Ook de activiteiten voor andere varianten van The voice, zoals Senior en Kids, werden stilgelegd. In de uitzending werden de verhalen van deelnemers en (oud-)medewerkers van The voice over twee coaches en de bandleider bij The voice toegelicht. Het ging hierbij om aanklachten tegen bandleider Rietbergen, coaches Ali B en Marco Borsato, en een niet nader aangeduide regisseur. Het Openbaar Ministerie bevestigde dat er aangiftes zijn gedaan van seksueel grensoverschrijdend gedrag.

### België
Ook in Vlaanderen ontstond een #MeToo-discussie. Duizenden vrouwen vertelden op sociale media over hun ervaringen. Getuigenissen kwamen uit de politiek, media, muziek en filmwereld. De Vlaamse overheid werkt vanaf 2017 aan een meldpunt voor misbruik in de cultuursector. Vanuit de filmwereld vertelde Hilde Van Mieghem over aanrandingen door regisseurs, en volgens zangeres Nikkie Van Lierop had een producer haar werk aangeboden in ruil voor seks. Chef Weekend Kirsten Bertrand van De Morgen sprak over haar ervaringen. Anders dan in Nederland brachten zij geen van allen namen naar buiten. Bij wijze van protest hielden vier Brusselse studentes medio november 2017 een naaktprotest om te tonen dat ze na hun ervaringen niet opgehouden zijn met leven.
Naar aanleiding van klachten door verschillende vrouwen over grensoverschrijdend gedrag van televisiemaker Bart de Pauw besloot de VRT in november 2017 de samenwerking met hem onmiddellijk stop te zetten. In november 2021 werd hij veroordeeld tot zes maanden voorwaardelijk met uitstel, voor stalking van vijf vrouwen.
In september 2018 publiceerde het cultuurmagazine rekto:verso een open brief waarin twintig (ex-)medewerkers theatermaker Jan Fabre aanklaagden voor seksueel grensoverschrijdend gedrag en machtsmisbruik. In een 'Recht van antwoord' ontkende Jan Fabre alle beschuldigingen. Het parket van de arbeidsauditeur van Antwerpen opende een gerechtelijk onderzoek.
In februari 2022 raakte bekend dat het ontslag van topman Jaak Smeets in 2016 bij DPG Media gebeurde na verschillende gevallen van grensoverschrijdend gedrag. Het leidde tot veel kritiek op de mediagroep en op de topman Christian Van Thillo: die hadden keihard uitgehaald naar het concurrerende mediabedrijf Talpa na beschuldigingen aan het adres van Jeroen Rietbergen in The voice of Holland, maar hadden een soortgelijke situatie binnenshuis met de mantel der liefde bedekt.

### Suriname
In Surinaamse kranten was er eveneens aandacht voor de #MeToo-discussie, met name met betrekking tot wat er in het buitenland gebeurde. In een column in De Ware Tijd schreef Philomena Bijlhout over haar ervaringen met misbruik op jonge leeftijd.

### China
In 2019 werd vrouwenrechtenactivist en journalist Sophia Huang Xueqin gearresteerd nadat zij in 2017 de resultaten van een onderzoek naar seksuele intimidatie aan haar voormalige universiteit had gepubliceerd. In januari 2020 werd ze vrijgelaten, alleen om anderhalf jaar later, in september 2021, opnieuw te worden gearresteerd. 
In 2021 werd Kris Wu, voormalig lid van de Zuid-Koreaanse K-pop-band EXO, aangehouden op verdenking van seksueel misbruik. Hij zou een jonge vrouw hebben gedwongen te drinken totdat ze bewusteloos werd en ze zou wakker geworden zijn in Kris Wu's bed, die haar vervolgens seksueel zou hebben misbruikt. Na haar post kwamen meer jonge Chinese vrouwen met gelijke verhalen naar buiten. In totaal beschuldigden 37 jonge, soms minderjarige vrouwen Kris Wu van seksueel misbruik. Kris Wu is vervolgens opgepakt.

## Kritiekpunten
Het brede gebruik van de hashtag #Metoo heeft ook tot kritiek geleid. De kritiek luidt onder meer dat de onschuldpresumptie (onschuldig tot het tegendeel bewezen is, een basisprincipe in het strafrecht) niet in acht zou worden genomen. De beschuldigde persoon, meestal een man, zou hierdoor publiekelijk veroordeeld worden zonder dat deze zich heeft kunnen verdedigen. Critici menen dat #MeToo daardoor het karakter van een trial by media en een heksenjacht dreigt aan te nemen. Voor de misschien ten onrechte beschuldigde personen zou een aanzienlijk risico bestaan op grote schade en schande, waarbij niet zelden de carrière geruïneerd zou worden.
In deze omstandigheden zouden mannen in hooggeplaatste functies vrouwelijke medewerkers uit de weg gaan, uit angst beschuldigd te worden van 'grensoverschrijdend gedrag'. Dit zou op zijn beurt de carrièrekansen van vrouwen verkleinen.
In #MeToo-berichten en de reacties daarop zouden verschillende vormen van seksueel grensoverschrijdend gedrag (bijvoorbeeld verkrachting, aanranding, intimidatie, lastigvallen) worden gelijkgeschakeld, en zou voor sommige mensen het verschil tussen grensoverschrijdend gedrag en flirten niet voldoende duidelijk zijn. Hiermee zou de deur worden opengezet naar een nieuw puritanisme en zouden vrouwen in de rol van 'weerloos kind' worden gedrukt.
De #MeToo-beweging zou uit de hand zijn gelopen en een 'sociale-mediacircus' zijn geworden waarin alles draait om het uiten en doorgeven van woede en verontwaardiging. Gevallen van ernstig misbruik zouden hierdoor ondergesneeuwd raken en sommige slachtoffers zouden hun trauma's opnieuw gaan beleven.
Volgens sommigen zou de #MeToo-beweging een vrouwelijke slachtoffercultus bevorderen. De #MeToo-beweging zou ervan uitgaan dat we leven in een cultuur van mannelijke dominantie waarin mannen zich gedragen als 'roofdieren' (predators). Deze kwalificatie van mannen zou dan gebruikt worden voor het doordrijven van een feministische politieke agenda.
Een ander kritiekpunt is volgens verschillende academici dat de MeToo-beweging te weinig oog heeft voor vrouwen uit een lage sociaal-economische klasse of van een andere etnische achtergrond dan de westerse.

## Vertaling #MeToo in andere talen
De hashtag #MeToo was trending topic op de sociale media in ten minste 85 landen, waaronder India, Pakistan, het Verenigd Koninkrijk en Nederland. Varianten waren onder meer trending in Frankrijk, met het gebruik van "BalanceTonPorc" (VerklikJeVarken), dat gebruikers aanmoedigde de naam van hun vermeende misbruiker bekend te maken. In Italië postten vrouwen verhalen over aanranding en seksuele intimidatie onder de hashtag "#QuellaVoltaChe", letterlijk #DieKeerDat. De Spaanse tegenhanger is "#YoTambién". In Franstalige gebieden in Canada werd de campagne gevoerd onder de hashtag "#MoiAussi". In Israël werd "גםאנחנו#" (#WijOok) trending topic vanaf 18 oktober 2018, met een artikel op de voorpagina van de krant Yediot Aharonot.

#### Lokale alternatieve hashtags
Alternatieven voor de hashtag MeToo zijn onder andere:
- Arabisch: أنا_كمان#
- Franstalig Canada: #MoiAussi
- China: #我也是
- Frankrijk: #BalanceTonPorc
- Italië: #QuellaVoltaChe
- Israël: גםאנחנו#
- Nederland: #ikook
- Spanje: #YoTambién
- Vietnam: #TôiCũngVậy
- Tunesië: #EnaZeda[87]
- Zuid-Korea: #나도